# Aufhausen
Aufhausen là một đô thị ở huyện Regensburg bang Bayern thuộc nước Đức.